# Superintendência de Obras Públicas do Ceará
A Superintendência de Obras Públicas do Ceará (SOP) é uma autarquia do Governo do Estado vinculada à Secretaria das Cidades, tendo como missão projetar, executar e fiscalizar obras de infraestrutura rodoviária, aeroportuária e de edificações, contribuindo para o desenvolvimento socioeconômico do Estado do Ceará.
A SOP foi criada em 22 de maio de 2019, por meio da Lei nº 16.880, como resultado da fusão entre o Departamento Estadual de Rodovias (DER) e o Departamento de Arquitetura e Engenharia (DAE).
O DER tinha como finalidade elaborar o Plano Rodoviário do Estado; realizar estudos e elaborar planos e projetos, objetivando a construção e manutenção de estradas estaduais e assegurando a proteção ambiental das áreas de execução das obras; construir e manter as estradas de rodagem estaduais; construir, manter, explorar, administrar e conservar aeroportos e campos de pouso; além de exercer as atividades de planejamento, administração, pesquisa, engenharia e operação do sistema viário do Estado do Ceará.
Já o DAE atuava com a finalidade de estudar, projetar, construir, ampliar, remodelar e recuperar prédios públicos estaduais, edificações de interesse social e equipamentos urbanos, além de realizar a avaliação de prédios públicos e terrenos para fins de desapropriação ou alienação pelo Estado.
Todas essas atribuições hoje integram a lista de responsabilidades da SOP.

## História
O DER foi criado pelo Decreto-Lei nº 1847 de 19 de outubro de 1946, com a denominação de DER – Departamento de Estradas de Rodagem do Ceará. Em 6 de fevereiro de 1948, com a Lei nº 120, passou a ter a denominação de Departamento Autônomo de Estradas de Rodagem (DAER).
Incorporou a Superintendência de Transportes Intermunicipais e Terminais Rodoviários do Estado do Ceará (SUTERCE) em 14 de setembro de 1990 (Lei nº 11.731), assumindo a gerência do sistema de transportes intermunicipais de passageiros na Região Metropolitana de Fortaleza e em todo o Ceará, passando a ter a denominação de Departamento de Estradas de Rodagem e Transportes (DERT).

No ano de 1997 a Superintendência de Obras do Estado do Ceará (SOEC) é anexada (Lei nº 12.694) ao DERT, que continua com a mesma sigla, porém com a denominação de Departamento de Edificações Rodovias e Transportes.

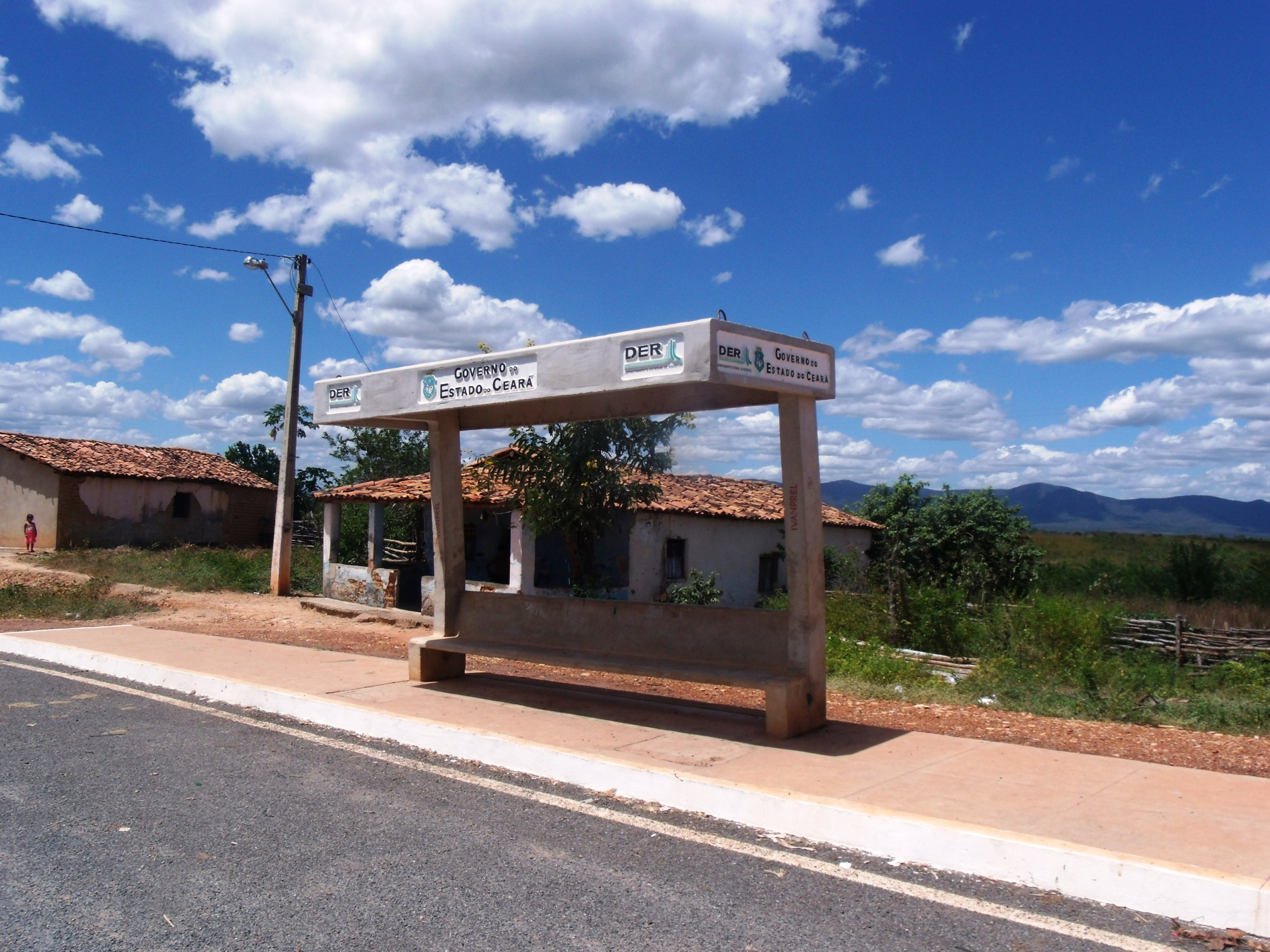
Um ponto de ônibus com o emblema do antigo DERT, atual SOP, na rodovia CE-240.

A lei Nº. 14.024, de 17 de dezembro de 2007, transferiu as atividades de transportes para o Departamento Estadual de Trânsito (Detran), de forma a modificar a autarquia estadual DERT em Departamento de Edificações e Rodovias (DER).
Em 2011, o DER passa por uma reestruturação, e os serviços referentes à fiscalização de obras de edificações são absorvidos pelo Departamento de Arquitetura e Engenharia (DAE), órgão criado pela Lei Nº 14.864, de 25 de janeiro do mesmo ano. O DAE se instala no complexo administrativo anexo à Arena Castelão, assumindo o papel da extinta SOEC no que diz respeito a implementar e gerenciar a política de obras públicas definida pelo Governo do Estado, bem como fiscalizar sua execução.
Seja como interveniente técnico em parceria com as secretarias do Estado ou como órgão executor contratante das obras de edificações, o DAE supervisionou, até 2018, todas as etapas de construção dos prédios públicos, desde a concepção do projeto. A partir de 2019, se funde ao DER, originando a Superintendência de Obras Públicas (SOP).

## Rodovias estaduais

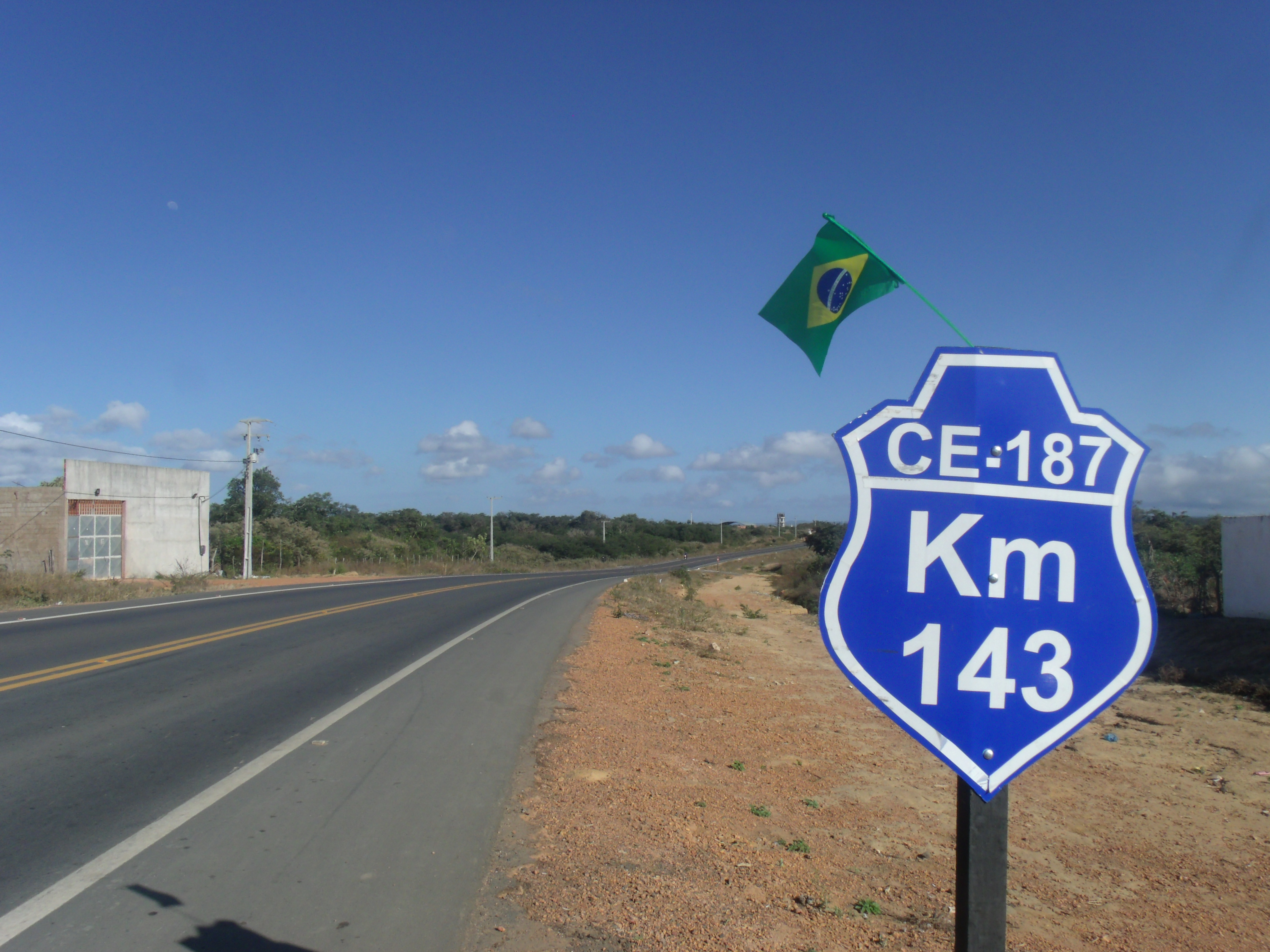
Rodovia construída pelo antigo DER, atual SOP, na região de Tianguá.

Segundo dados disponibilizados pela SOP, o Estado do Ceará conta atualmente com 12.658,6 Km de rodovias estaduais, sendo 8.513,3 Km de rodovias pavimentadas simples, 598,4 Km de rodovias pavimentadas duplas e 3.546,9 Km de rodovias não pavimentadas.
Ainda segundo o órgão estadual, está planejada a construção de mais 1.217,4 Km de rodovias em todo o estado, chegando a uma malha total de 13.876 Km de rodovias estaduais.

## Aeroportos regionais

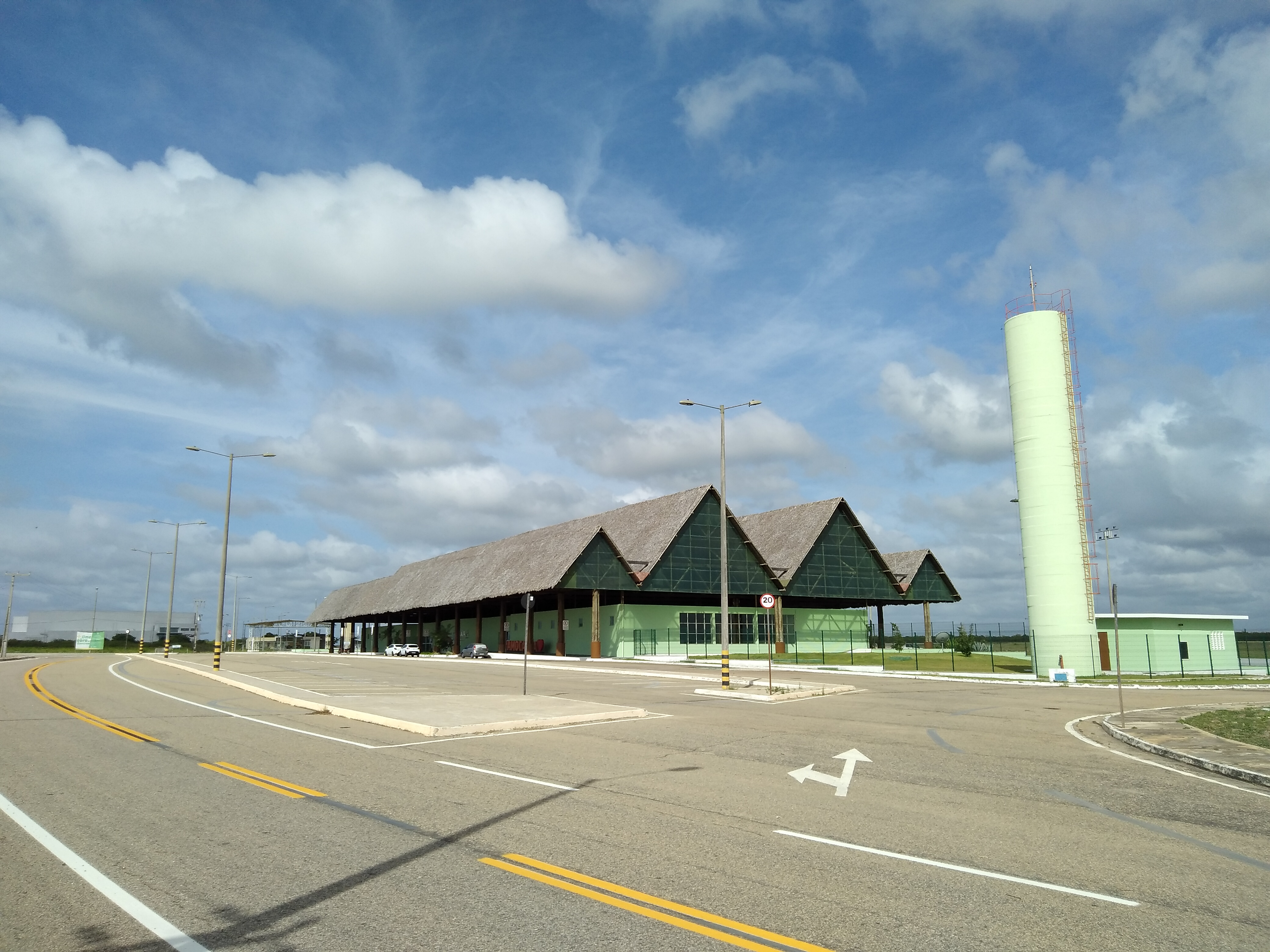
Aeroporto Regional Dragão do Mar, em Aracati, Ceará, Brasil.

A rede estadual de aeroportos, administrados pela SOP, é estruturada para atender às demandas de aviação civil, promover o desenvolvimento socioeconômico do Ceará e contribuir para a melhoria da qualidade de vida da população. Atualmente, esta rede tem dois aeroportos com operação de aviação comercial, os de Jericoacoara e Aracati. Já os aeroportos de Camocim, Campos Sales, Crateús, Iguatu, Quixadá, São Benedito, Sobral e Tauá operam voos da aviação geral, sendo importantes para a integração estadual.
A partir de setembro de 2023, ficou estabelecido convênio entre a Superintendência de Obras Públicas (SOP) e a Empresa Brasileira de Infraestrutura Aeroportuária (Infraero) para administração e operação dos dez aeroportos regionais, informações relacionadas à movimentação de passageiros e programação de voos ficam sob a competência do órgão. A empresa federal será remunerada a partir das arrecadações tarifárias e comerciais dos aeroportos. O prazo contratual para prestação dos serviços é de 60 meses e representa ao Tesouro Estadual uma economia estimada de até R$ 22 milhões anuais.
Aeroportos regionais do Estado do Ceará:
- Aeroporto de Aracati
- Aeroporto Coronel Virgílio Távora
- Aeroporto de Camocim
- Aeroporto de Campos Sales
- Aeroporto de Crateús
- Aeroporto de Iguatu
- Aeroporto de Limoeiro do Norte
- Aeroporto de Mombaça
- Aeroporto de Morada Nova
- Aeroporto de Quixadá
- Aeroporto de Sobral
- Aeroporto de Tamboril